# Polla caranegra
La polla caranegra  (Porphyriops melanops) és una espècie d'ocell de la família dels ràl·lids (Rallidae) que habita la vegetació de ribera d'Amèrica del Sud, a l'est dels Andes de Colòmbia, centre de Xile, est del Brasil, i Uruguai, el Paraguai, est de Bolívia i nord de l'Argentina.

## Taxonomia
Considerada antany una espècie del gènere Gallinula, avui és ubicada al monotípic gènere Porphyriops, Pucheran, 1845, arran estudis recents.